# Бюро шифров
Бюро шифров (пол. Biuro Szyfrów, МФА: [ˈbʲurɔ ˈʂɨfruf]о файле) — специальное подразделение польской военной разведки (Второго отдела Генерального штаба Войска Польского), существовавшее в 1930-х — 1940-х годах и работавшее над проблемами радиоэлектронной разведки, криптографии (использования шифров и кодов) и криптоанализа (изучения шифров и кодов, особенно с целью их раскрытия).
Предшественником Бюро была Секция шифров (пол. Sekcja Szyfrów). Созданная 11 мая 1919 года 
во время Советско-польской войны (1919—1921), она играла жизненно важную роль в обеспечении выживания Польши в этой войне. Само Бюро было сформировано в середине 1930 года в результате слияния уже существующих во втором отделе Генерального штаба секторов, изначально для того, чтобы вести борьбу с передовыми немецкими системами радиосвязи. Основной деятельностью Бюро стала работа в области криптоанализа немецких, а также советских систем шифрования.
В декабре 1932 года Бюро начало заниматься взломом шифров немецкой «Энигмы». В течение следующих семи лет польские криптологи активно занимались изучением принципа работы машины и преодолевали всё новые и новые немецкие усовершенствования в устройствах и алгоритмах работы «Энигмы». Польские специалисты сыграли важнейшую роль в расшифровке «Энигмы». О методах и оборудовании, разработанных в Бюро, было сообщено 25 июля 1939 представителям французской и британской военных разведок. Эти сведения и технологии дали союзникам огромное преимущество при реализации их собственных криптографических проектов (к примеру, в британской операции Ultra), которые в конечном счёте внесли свой вклад в исход Второй мировой войны. Бюро также активно занималось взломом советской криптографии.

## Секция шифров

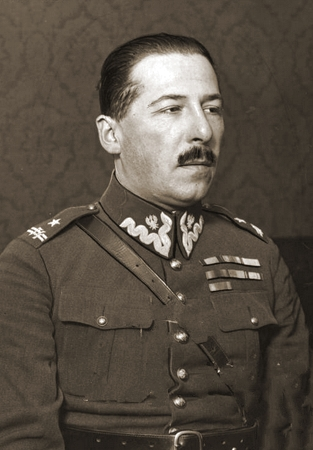
Ян Ковалевский

Впервые необходимость в расшифровке засекреченных радиосообщений возникла в Польше во время Советско-польской войны 1919—1921 годов. 8 мая 1919 года лейтенантом Юзефом Серафином Станслицким была создана секция шифров Сухопутных войск Польши, организатором и руководителем которой был назначен Ян Ковалевский. Кроме него, над взломом шифров работали профессора математики Стефан Мазуркевич, Вацлав Серпинский и Станислав Лесьневский. Секция работала на Варшавской радиостанции WAR, обладавшей в то время одним из двух польских дальних радиопередатчиков. Польские криптологи подчинялись полковнику Тадеушу Шетцелу, начальнику II отдела (разведки) польского Генштаба. Секция шифров служила важным источником информации польского Генштаба, во время Советско-польской войны кадровым составом польских криптологов были взломаны около ста советских шифров. К концу войны польские криптоаналитики могли вскрыть шифр за 2—3 дня. Секция занималась как шифрами, так и кодами. Как и в русском, в польском языке термины «шифр» (пол. «szyfr») и «код» — это два различных понятия криптографии (противоположное практикуется в английском, который трактует и коды, и шифры как «коды»).
Уже летом 1919 года польские специалисты начали успешно взламывать зашифрованные сообщения Красной армии. Успехи в расшифровке советских сообщений были связаны с катастрофически низкой криптостойкостью систем шифрования, использовавшихся советскими военными. Этому способствовало также то обстоятельство, что штаб русской армии всё ещё следовал тому же крайне ненадёжному и не организованному с точки зрения принципов построения безопасности радиосвязи, применявшемуся при штабе царской армии во время Первой мировой войны, давая тем самым решающее преимущество своим противникам. Тяжёлое положение на фронте вынуждало командование заботиться только об оперативности и точности передаваемых сообщений. Радиосвязь была единственным оперативным способом и использовалась для передачи любой информации, в том числе между высшим военным и политическим руководством страны.
По словам польского полковника Мечислава Сцежинского

 [В советском штабе] не испытывали ни малейших сомнений в отношении допустимости использования радиотелеграфа для передачи любых сообщений оперативного характера. Во время войны были периоды, когда для оперативной связи и командования высшими штабами не использовались никакие другие средства связи, сообщения передавались либо целиком («в чистом виде» или открытым текстом), либо зашифрованные с помощью таких простых систем и алгоритмов, что для наших квалифицированных специалистов чтение сообщений было детской игрой. То же касалось и болтовни персонала на радиотелеграфной станции, где дисциплина была крайне слабой.
Оригинальный текст (пол.)…nie wahały się, co do wysyłania wszelkich informacji o charakterze operacyjnym za pomocą radiotelegrafii. W czasie wojny były okresy, kiedy do celów operacyjnych i komunikacyjnych nie używano żadnych innych środków komunikacji. Wiadomości były przesyłane albo jako zwykły tekst, albo były zaszyfrowane. Jednakże były one zaszyfrowywane w sposób na tyle nieskomplikowany, że dla naszych wytrenowanych specjalistów odczytywanie ich było dziecinnie proste.
— Ścieżyński, May 1928, pp. 16—17
Сцежинский предполагал, что Советы также перехватывали польские оперативные сообщения, но сомневался, что эта информация использовалась в полной мере, так как польские специалисты «были в курсе всей современной криптографии». Наконец, польские штаб-квартиры были более осторожны, чем русские. Почти каждая польская дивизия, в отличие от широко использовавших радио советских войск, использовала наземную линию. По сути, это была обычная проводная телефонная связь, однако для советских войск её перехват представлял сложную задачу.

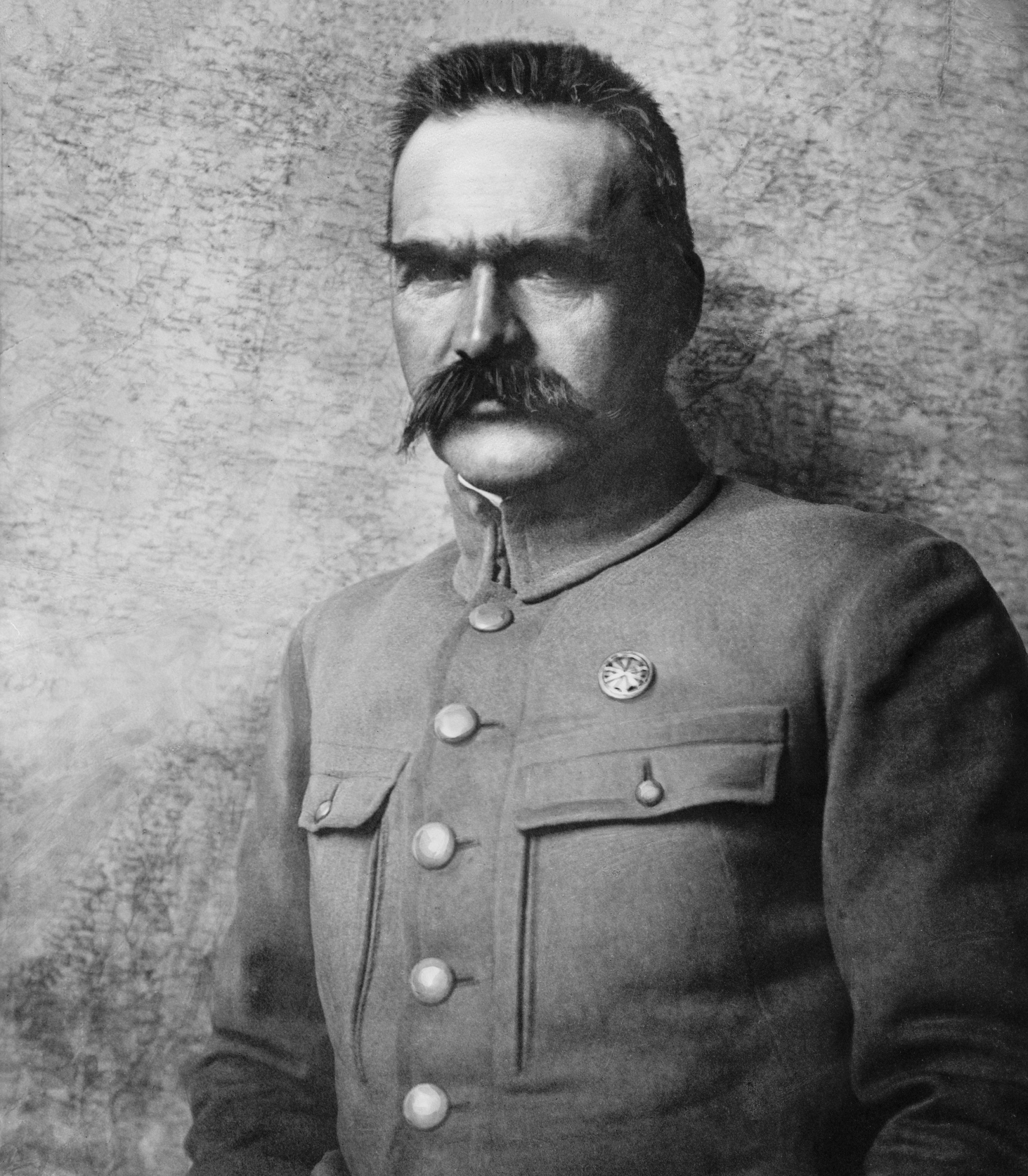
Ю. Пилсудский в 1910—1920-е годы

Перехватываемая поляками информация, как правило, расшифровывалась в тот же день, в крайнем случае не позже следующего. Расшифрованная информация сразу же отправлялась в секцию II (разведка) и оперативный отдел польского Генерального штаба. Наиболее важные сообщения полностью читались и досконально изучались начальником Генерального штаба и даже главнокомандующим, маршалом Юзефом Пилсудским. В результате во время Советско-польской войны польские военные регулярно получали передаваемую советскими станциями информацию о передвижениях советских войск, их намерениях и оперативных приказах.
Только в августе 1920 года польские криптологи расшифровали 410 сообщений: от командующего Западным фронтом генерала Михаила Тухачевского, от главнокомандующего и одного из основателей Красной армии Льва Троцкого, от командующих армиями, в том числе от командующего 4-й армией РККА Евгения Сергеева, командира 3-го кавалерийского корпуса Гаи Гая. Кроме этого, были перехвачены сообщения от штабов 12-й, 15-й и 16-й армий, от штабов Мозырской и Золочевской групп (известной также как «группа Якира» по имени командующего, генерала Ионы Якира), от 2-й, 4-й, 7-й, 10-й, 11-й, 12-й, 16-й, 17-й, 18, 24-й, 27-й, 41-й, 44-й, 45-й, 53-й , 54-й, 58-й и 60-й пехотных дивизий, от 8 кавалерийской дивизии и т. д. Поляки получили возможность подробно следить за всей операцией Будённовской Конной армии во второй половине августа 1920 года с помощью простого мониторинга его радиотелеграфной переписки с Тухачевским, и в том числе за конфликтом между двумя русскими командирами. Помимо этого, среди перехваченных сообщений был приказ Троцкого реввоенсовету Юго-Западного фронта, подтверждающий оперативные приказы Тухачевского. Сообщение с оперативными приказами Тухачевского Будённому было перехвачено 19 августа и прочитано 20 августа, с указанием задач всех армий Тухачевского, которые ранее лишь предполагались поляками. Благодаря полученным материалам, Польша могла отслеживать боевые действия на всей территории России. Работа польских криптологов привела, среди прочего, к обнаружению большого разрыва на левом фланге Красной Армии, который позволил Юзефу Пилсудскому осуществить победоносный бросок войск в битве под Варшавой в августе 1920 года.
Открытие архивов Бюро шифров спустя десятилетия после советско-польской войны подтвердило утверждения Сцежинского, сделанные им в 1928 году:

 … радиоразведки … организованные [польским командующим, Юзефом Пилсудским], в 1919—1920 годы … наиболее полно и … точно описали все аспекты функционирования Красной Армии, особенно подразделений, действующих на антипольском фронте, …что в значительной степени определяло ход всех … военных операций, проведённых в 1920 году Польшей: боевых действий в январе в Овруче, мартовской операции против Мозыря и Киева, операцию в апреле на Украине, первого и второго наступлений Тухачевского в Белоруссии, боёв с кавалерийской армией Будённого, Варшавской битвы, сражений во Львове и на Немане.
Оригинальный текст (пол.)…wywiad radiowy w latach 1919—1920 … był najbardziej kompletnym i … współczesnym wywiadem, jeśli chodzi o wszelakie informacje dotyczące funkcjonowania Armii Czerwonej, a w szczególności jednostek działających na froncie anty-polskim, wywiad radiowy w dużym stopniu wpłynął na przebieg wszystkich … działań wojennych przeprowadzonych przez Polskę w 1920 roku — od walki w Owruczu począwszy, poprzez marcowe działania Mozyr i Kijów, kwietniowe działania na Ukrainie, walki z pierwszą i drugą ofensywą Tuchaczewskiego na Białorusi, walki z Armią Kawalerii Budionnego, aż po Bitwę warszawską, Bitwę o Lwów i Bitwę pod Niemnem.
— Ścieżyński, May 1928, p. 26

## Бюро шифров

### Предпосылки и университет Познани

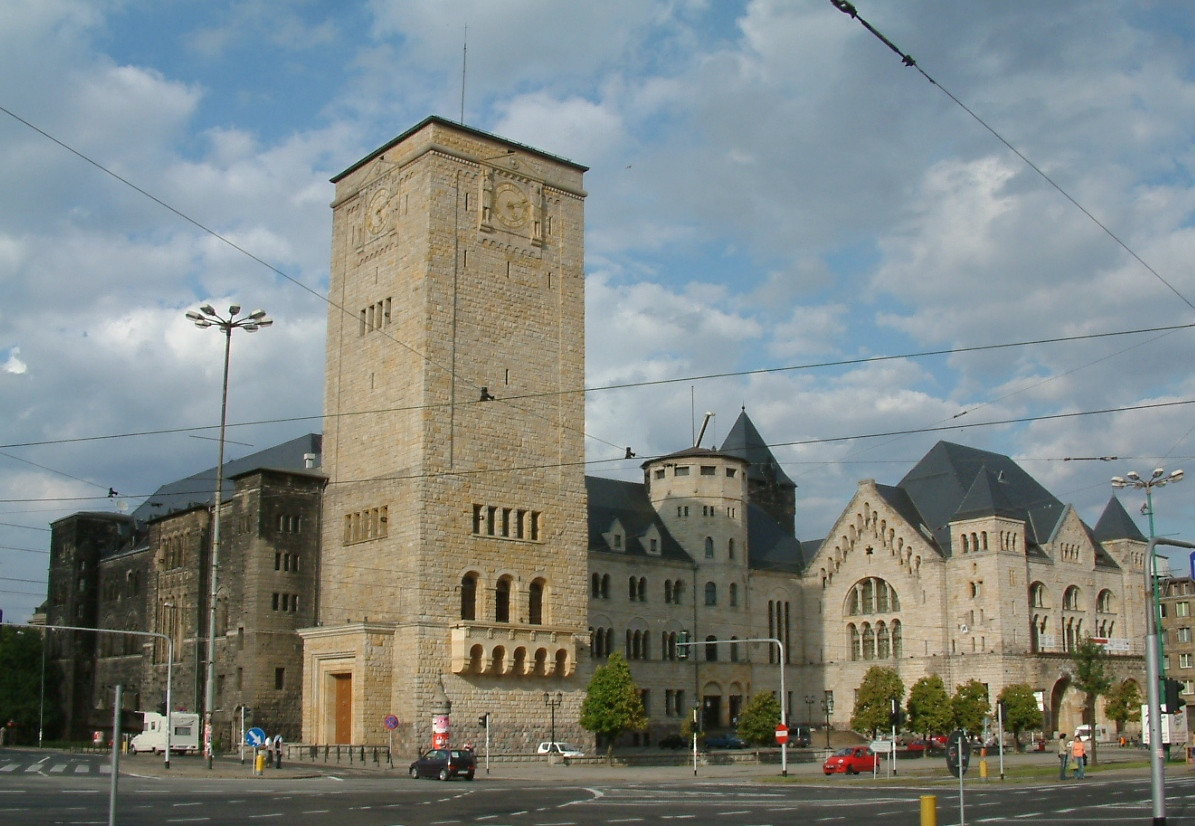
Познанский замок, где располагался факультет математики Познанского университета

15 января 1929 года Генеральный штаб Войска Польского организовал засекреченный немецкоязычный курс по криптографии для небольшой группы студентов-математиков Познанского университета.
В 1929 году этот курс вели Максимильян Ценжкий (позже один из ведущих криптоаналитиков Бюро), Францишек Покорный (родственник выдающегося шифровальщика Первой мировой войны капитана Австро-Венгерской армии Германа Покорного) и гражданский служащий будущего Бюро шифров Антони Паллут. Более десяти лет спустя, во время Второй мировой войны во Франции один из студентов — Мариан Реевский — обнаружил, что весь курс был взят из книги французского генерала Марселя Живьержа «Курс криптографии» (фр. Cours de cryptographie), опубликованной в 1925 году.
Мариан Реевский окончил факультет математики и естественных наук с дипломом магистра философии от 1 марта 1929 года. Кроме этого, Реевский прошёл дополнительное годичное обучение в Геттингене на актуария. Он не окончил обучение, потому что летом 1930-го он согласился стать ассистентом на кафедре математики в Познанском университете. По возвращении вместе с Ежи Ружицким и Генрихом Зыгальским он начал систематическую работу, направленную против «Энигмы».

### Создание и деятельность Бюро
В 1930 году польское командование приняло решение закрыть курс и создать секретную разведывательную организацию. В середине 1931 года в польском Генштабе в результате слияния сектора радиоразведки (пол. Referat Radiowywiadu) и сектора польских шифров (пол. Referat Szyfrów Własnych) было образовано Бюро шифров. В круг его задач входили как работа над криптографией (использованием шифров и кодов), так и работа над криптологией (изучением шифров и кодов, в том числе с целью их «взлома»), а также радиоразведка. В основном Бюро сосредоточило все силы на борьбе с немецкими и советскими системами шифрования.
Важной задачей польской разведки было обеспечение безопасности посылаемых сообщений. Первое отделение Бюро BS1 занималось разработкой собственных систем шифрования. Там разрабатывались и производились основное оборудование, процедуры и алгоритмы защиты передаваемой информации. Одним из основных инструментов, используемых польской разведкой, была разработанная в BS1 и произведённая компанией AVA Radio шифровальная машина Лачида. Её основными разработчиками были Максимильян Ценжкий, Людомир Данилевич и Леонард Данилевич, они же принимали активное участие в работе отделения.
BS2 — отделение радиоразведки, специализирующееся на перехвате немецких и советских сообщений. Отделение BS2 также было ответственно за управление компанией AVA Radio, совладельцами которой были Антони Паллут и Виктор Мигаловский, работавшие на AVA над такими технологиями, как Энигма «doubles» (1932), Циклометр. На AVA в целом была разработана большая часть оборудования, которое использовалось для расшифровки сообщений немецкой «Энигмы». В разработке участвовали криптологи Максимильян Ценжкий, Людомир Данилевич и Леонард Данилевич. Кроме этого, в 1932—36 годах Бюро шифров приняло на себя дополнительные обязанности, включавшие, среди прочего, радиосвязь между военно-разведывательными учреждениями в Польше и за рубежом, а также обязанности радиоконтрразведки по мобильной пеленгации и перехвату станций для обнаружения и анализа шпионского трафика и передач работавшей в Польше «пятой колонны». Начальником отделения радиоразведки (BS2), а затем и всего Бюро шифров стал после службы в качестве начальника штаба 1-й пехотной дивизии легионеров майор Гвидо Лангер, который позднее дослужился до звания полковника.
Одну из основных угроз для Второй республики представлял Советский союз, поэтому отделение бюро BS3 активно занималось криптоанализом советских систем шифрования. Начальником секции был назначен Ян Гралинский, кроме этого, над расшифровкой советских систем активно работал Пётр Смоленский.
Главным ведомством Бюро и отделением, ответственным за криптоанализ немецких систем шифрования, стало BS4, позже основной задачей отделения стал взлом немецкой шифровальной машины «Энигма». Начальником немецкого отделения (BS4) и заместителем начальника Бюро шифров стал капитан Максимильян Ценжкий, который в 1946 году получил звание подполковника. Одними из ключевых специалистов, работавших над расшифровкой немецких систем, в частности над взломом «Энигмы», были Мариан Реевский, Ежи Ружицкий и Генрих Зыгальский — молодые выпускники курса в Познани, которых Максимильян Ценжкий нанял в Бюро в сентябре 1932 года. Обработкой и чтением расшифрованных сообщений активно занимался Ян Лесняк.
На протяжении тридцатых годов Бюро активно занималось взломом советских, немецких систем шифрования, а также перехватом сообщений и мониторингом станций. Особое внимание Бюро уделило взлому немецкой «Энигмы», над которой польские специалисты работали порядка десяти лет — с 1932 года. Информация, получаемая из расшифровки «Энигмы», досконально изучалась в BS4 — главном ведомстве криптоанализа немецких систем шифрования. Там с осени 1935 года до середины апреля 1939 года её обрабатывал майор Ян Лесняк, который в апреле 1939 года вместе с ещё одним офицером контролировал офис, работающий над немецкими системами шифрования. Лесняк также инициировал участие офиса в Польской кампании 1939 года и руководил им во время кампании.
Осенью 1939 года ключевые специалисты Бюро были эвакуированы во Францию, где они продолжили свою работу. После вторжения немцев в южную Францию в 1942 году часть специалистов погибли, а часть попали в тюрьму, в результате чего не были допущены обратно в организацию. С окончанием работы лучших математиков-криптологов Бюро шифров осталось той же организацией, но работало уже куда менее продуктивно, а в конце Второй мировой войны прекратило своё существование.

### Расположение Бюро

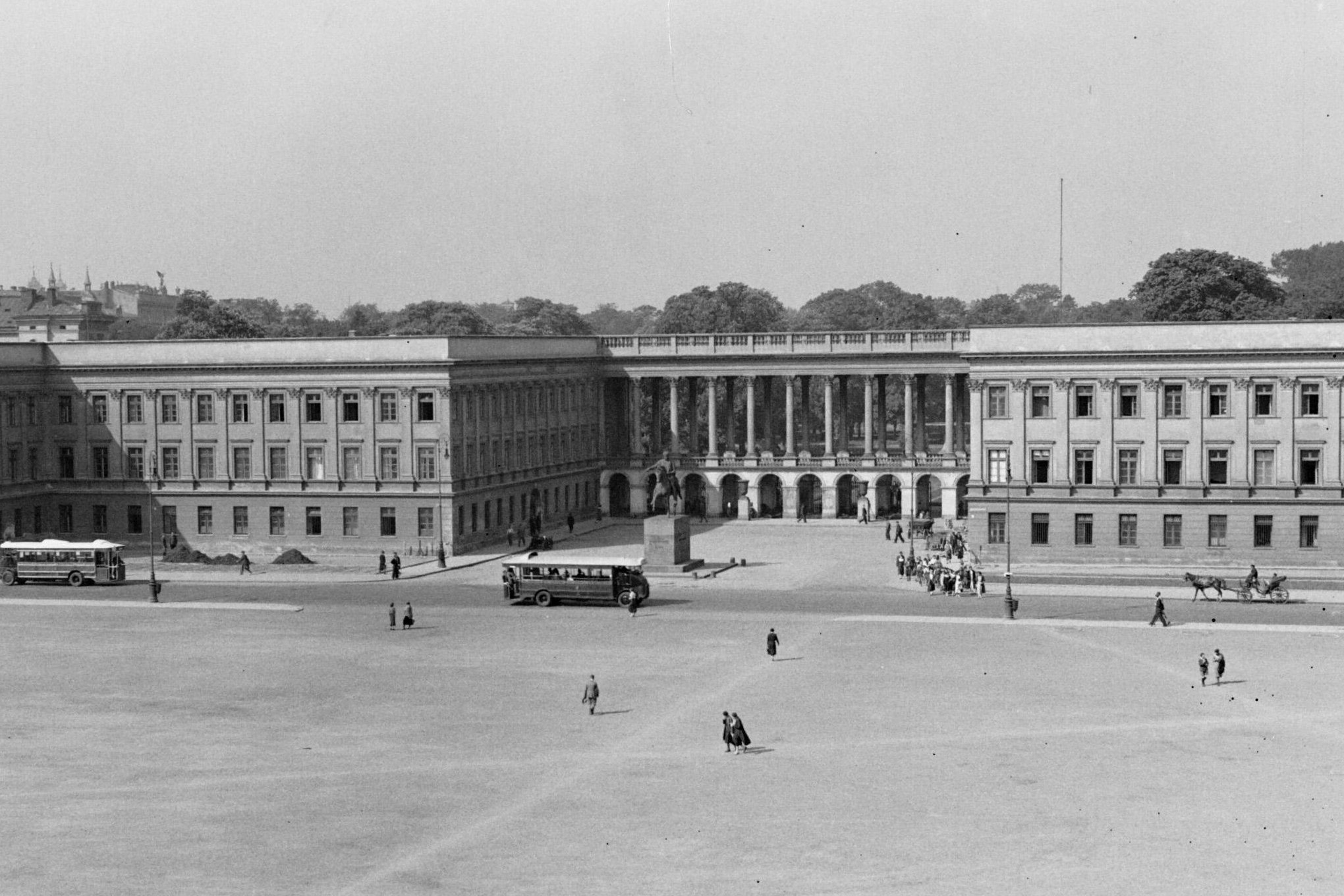
Саксонский дворец около 1930 года

Штаб-квартира Бюро находилась в Варшаве, а в Познани был расположен филиал Бюро, который играл роль центра по перехвату и расшифровке немецких радиосообщений. В 1932 году познанский филиал был расформирован, а все исследования были перенесены в Варшаву. С октября 1932 года отделение BS4 и главное ведомство Бюро были расположены в здании Саксонского дворца в Варшаве. BS4 также отслеживала немецкий трафик с помощью трёх станций на западе Польши: в пригороде Кракова, в городе Познань и в городе Старогард-Гданьский. BS1 и BS2 также находились в Варшаве. Отделение BS3, ответственное за перехват и расшифровку советских сообщений, имело 4 сигнальные станции на востоке в городах Варшава, Лида, Ровно, Коломыя. В 1937 году Бюро переехало в специально построенный засекреченный комплекс в Кабатском лесу, который находился рядом с Пырами, южнее Варшавы. Условия труда там были несравненно лучше, чем в тесноте в здании Главного штаба. Причиной переезда была деятельность немецких спецслужб, которые пристально интересовались сотрудниками Саксонского дворца. Немецкий абвер всегда искал потенциальных предателей среди военных и гражданских работников Главного штаба.
В сентябре 1939 года некоторые специалисты бюро были эвакуированы во Францию и возобновили работу на базе «ПК Бруно» под Парижем, а с октября 1940 года до ноября 1942 года — на станции Кадикс, недалеко от Юзеса.

## Структура Бюро
| Отделение Бюро | Род деятельности                         | Основные представители | Технологии, оборудование методы |
| -------------- | ---------------------------------------- | --- | --- |
| BS1            | Разработка собственных систем шифрования | Разработчики Лачиды: Гвидо Лангер Максимильян Ценжкий Людомир Данилевич Леонард Данилевич | Лачида (шифровальная машина) |
| BS2            | Радиоэлектронная разведка                | Начальник секции радиоразведки: Гвидо Лангер (1931—1942) Криптологи: Людомир Данилевич Леонард Данилевич Максимильян Ценжкий | AVA Radio. Слежка с помощью сигнальных станций. |
| BS3            | Криптоанализ советских систем шифрования | Начальник русской секции: Ян Гралинский (умер в январе 1942) Криптологи: Пётр Смоленский (умер в январе 1942) | 4 станции радиоперехвата на востоке: - № 1 в г. Варшава - № 2 в г. Лида - № 6 в г. Ровно - № 7 в г. Коломыя |
| BS4            | Криптоанализ немецких систем шифрования  | Начальник немецкой секции: Максимильян Ценжкий (до ноября 1942 г.) Криптологи: Мариан Реевский (сентябрь 1932 — ноябрь 1942) Ежи Ружицкий (сентябрь 1932 — 9 января 1942) Генрих Зыгальский (сентябрь 1932 — ноябрь 1942 г.) AVA Radio: Антони Паллут Виктор Мигаловский Обработка информации Ян Лесняк | Энигма «doubles» (1932) Метод гриля, Циклометр (1934) Каталог характеристик (1935) Криптологическая бомба (1938) Листы Зыгальского (1938) 3 станции радиоперехвата на западе: - № 3 в пригороде Кракова - № 4 в г. Познань - № 5 в г. Старогард-Гданьский |

## Вскрытие «Энигмы»

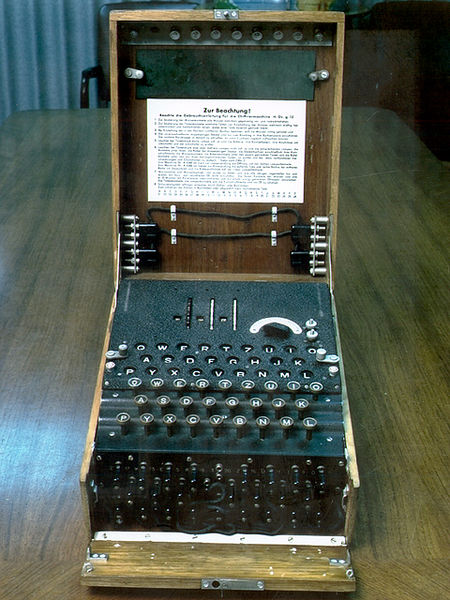
Военный вариант трёхроторной «Энигмы» (версия с метками)

Начиная с 1925 года, когда немецкие военные начали массовые закупки шифровальной машины «Энигма», и до конца Второй мировой войны было произведено около 200 тысяч единиц. С 1926 года на использование «Энигмы» переходит германский военно-морской флот, с 1928 года — сухопутные войска. В 1930 году в шифровальные машины была введена коммутационная панель (нем. Steckerbrett), которая позволяла оператору варьировать соединения проводов. Тогда же панель впервые появилась в немецких армейских версиях и вскоре успешно использовалась и в военно-морских версиях. Коммутационная панель внесла огромный вклад в усложнение шифрования машины, даже больший, чем введение дополнительного ротора. С «Энигмой» без коммутационной панели можно справиться практически вручную, однако после добавления коммутационной панели взломщики были вынуждены конструировать специальные машины. Сложность системы значительно выросла, хотя первоначально использовались только шесть соединительных проводов. В дальнейшем немецкие специалисты ещё больше усложняли систему, теперь сложность создавало не только увеличение числа соединений, но и неопределённость их количества.

### Появление «Энигмы»
В конце 1927 или в начале 1928 года на варшавскую таможню по ошибке попала посылка, которая, в соответствии с прилагаемой декларацией, содержала радиоаппаратуру. Представитель немецкой фирмы очень настойчиво требовал, чтобы посылка была возвращена в Германию ещё до прохождения таможни, так как по ошибке было отправлено другое оборудование. Его требования были так настойчивы, что насторожили сотрудников таможни. Последние уведомили об этом отдел разведки польского Генштаба, который интересовался любыми новыми разработками в радиотехнике. Поскольку, по воле случая, было послеполуденное время в субботу, сотрудники отдела получили достаточно времени, чтобы детально разобраться в этом деле. Они осторожно вскрыли ящик и убедились, что посылка содержит вовсе не радиооборудование, а портативную шифровальную машину. Эксперты очень тщательно изучили машину, после чего ящик старательно закрыли. Мариан Реевский позже отмечал, что данная шифровальная машина предположительно была коммерческой моделью «Энигмы», поскольку в то время военная модель ещё не была разработана. Хотя этот тривиальный эпизод не имел никакого практического значения, но он заставил польских криптоаналитиков насторожиться и начать интересоваться «Энигмой» заранее.
15 июля 1928 года по немецким военным радиостанциям началась трансляция сообщений, обработанных первой шифровальной машиной. Польские мониторинговые станции начали перехватывать их, и криптологам из отделения разведки было поручено попытаться прочитать зашифрованные сообщения. Эти усилия оставили после себя лишь незначительные результаты в виде нескольких исписанных листов бумаги и коммерческой модели «Энигмы».

### Разгадка проводки и первые методы

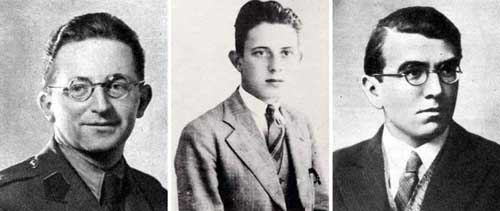
Ведущие криптоаналитики Бюро. Слева направо: Мариан Реевский 1943/44 год, Ежи Ружицкий 1928 год, Генрих Зыгальский 1930 год

В декабре 1932 года агент французской военной разведки под немецким кодовым именем «Rex» Рудольф Стальман получил от агента Ганса Тило-Шмидта, который работал в шифровальном отделении имперского министерства обороны в Берлине под французским кодовым именем «Аше́» (фр. Asché), немецкие документы, в числе которых были использованные комплекты дневных ключей «Энигмы» за сентябрь и октябрь 1932 года, а также две инструкции для шифровальщиков: инструкция по использованию шифровальной машины «Энигма» (нем. Gebrauchsanweisung für die Chiffriermaschine Enigma) и руководство по использованию ключей для шифровальной машины «Энигма» (нем. Schlüsselanleitung für die Chiffriermaschine Enigma). Ганс Тило-Шмидт должен был уничтожить эти документы по приказу немецкого руководства, но вместо этого незамедлительно отправил данные союзникам. Документы показались неинтересными французской военной разведке, и капитан Гюстав Бертран передал их в польское Бюро шифров. После этого Реевскому удалось реконструировать внутреннюю проводку роторов машины и неподвижного рефлектора, над которыми он долго бился до этого. Первоначальный метод широко использовал лингвистические схемы и статистику текстов на естественном языке — частоту появления тех или иных букв. Реевский применил методы теории групп — теоремы о перестановкаx. Математические методы в совокупности с информацией от французских союзников и уникальные интуитивные догадки Реевского позволили ему восстановить конструкцию «Энигмы», расшифровав схему электропроводки роторов. «Разгадка, — пишет историк Дэвид Кан, — была принадлежащим Реевскому ошеломляющим достижением, которое включило его в пантеон величайших криптографов всех времён…»

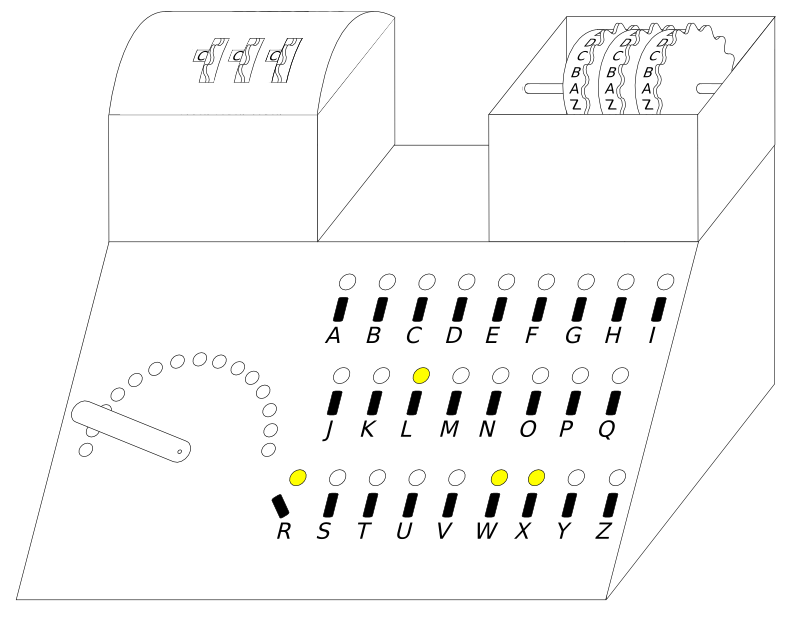
Циклометр (середина 1930-х),
разработанный Реевским для каталогизации цикличной структуры перестановок «Энигмы»

После того как Реевский разгадал логическую структуру «Энигмы», польское Бюро шифров поручило компании AVA Radio, совладельцем которой был Антони Паллут, разработать «двойники» Энигмы, соответствующие инструкциям Реевского. Бюро шифров на AVA были собраны копии военной «Энигмы». Метод расшифровки сообщений «Энигмы» Реевского использовал две слабые стороны немецких рабочих процедур. Настройки индикатора были определены в течение дня и отправлялись на специальные хранители, а трёхбуквенный индикатор посылался два раза в качестве 6 букв зашифрованного текста. Данные процедуры использовали алгоритмы (Реевский называл их «характеристиками»), которые были независимы от соединений коммутационной панели. После анализа статистики на основе полученных сообщений Реевскому удалось сократить число возможных настроек трёхроторной «Энигмы», делая вскрытие осуществимым за значительно более короткое время. Реевский выяснил, что существовало 26 × 26 × 26 = 17 576 возможных положений ротора для каждого из шести порядков роторов, это в общей сложности давало 105 456 возможных вариантов. Это было значительно меньше, чем 26!, что позволило, используя построенные (или украденные) машины «Энигма», составить каталог, содержащий все возможные цепочки (комбинации). Каталог был построен при помощи «циклометра» — специального устройства, созданного Реевским в 1934 году. Когда каталог был готов, за перестановками можно было следить, получая установки роторов «Энигмы» на данный день. Данная работа заняла почти год, однако результатом стала возможность читать германскую переписку.

Циклы, сформированные по первой и четвёртой буквам из набора индикаторов, использованные Реевским для разгадки проводки роторов в 1932, а затем — разгадки настроек ежедневных сообщений

В дальнейшем трудность в расшифровке сообщений возрастала. Первоначально время между регулярными изменениями порядка роторов составляло примерно полгода. С целью усиления криптозащиты немцы стали быстро  сокращать период смены порядка роторов: сначала до 3 месяцев, в феврале 1936 года — до месяца, а в октябре того же года начали изменять порядок ежедневно. Также они изменили количество проводов коммутационной панели от шести до числа, которое варьировалось от пяти до восьми. Это сделало расшифровку сообщений с помощью циклометра гораздо более сложной процедурой, так как она опиралась на то, что коммутационная панель переставляла только соединённые проводами буквы (основывалась на конкретном постоянном числе соединений). Немецкий флот был больше озабочен своей безопасностью, чем армия и военно-воздушные силы, поэтому в мае 1937 года представил новую, гораздо более безопасную индикаторную процедуру, которую не удавалось взломать очень долгое время.
Следующая неудача произошла в ноябре 1937 года, когда рефлектор был изменён на одиночный с различными взаимосвязями (он получил немецкое название Umkehrwalze B). В армейской и авиационной моделях «Энигмы» рефлектор был установлен, но не вращался. Он существовал в четырёх разновидностях. Реевский работал с новым рефлектором, но было очевидно, что каталог характеристик необходимо составить заново, опять же используя циклометр Реевского (для составления каталога перестановок «Энигмы»).
В январе 1938 года полковник польской разведки Стефан Майер приказал составить статистику по чтению перехватываемых сообщений «Энигмы». Результаты показали, что польским криптологам удалось прочитать порядка 75 % зашифрованных немецких сообщений. Мариан Реевский прокомментировал так:

Эти 75 процентов — предел наших возможностей. Слегка увеличив число персонала, мы, возможно, достигли бы около 90 процентов прочитанных сообщений, но определённое количество материала из-за неисправности передачи или приёма или по различным другим причинам всегда остаётся непрочитанным
Оригинальный текст (англ.)were those 75 percent… the limit of our possibilities. With slightly augmented personnel, we might have attained about 90 percent… read. But a certain amount of cipher material… due to faulty transmission or… reception, or to various other causes, always remains unread…
— Rejewski, 1984d, p. 265

### Бомба и листы Зыгальского

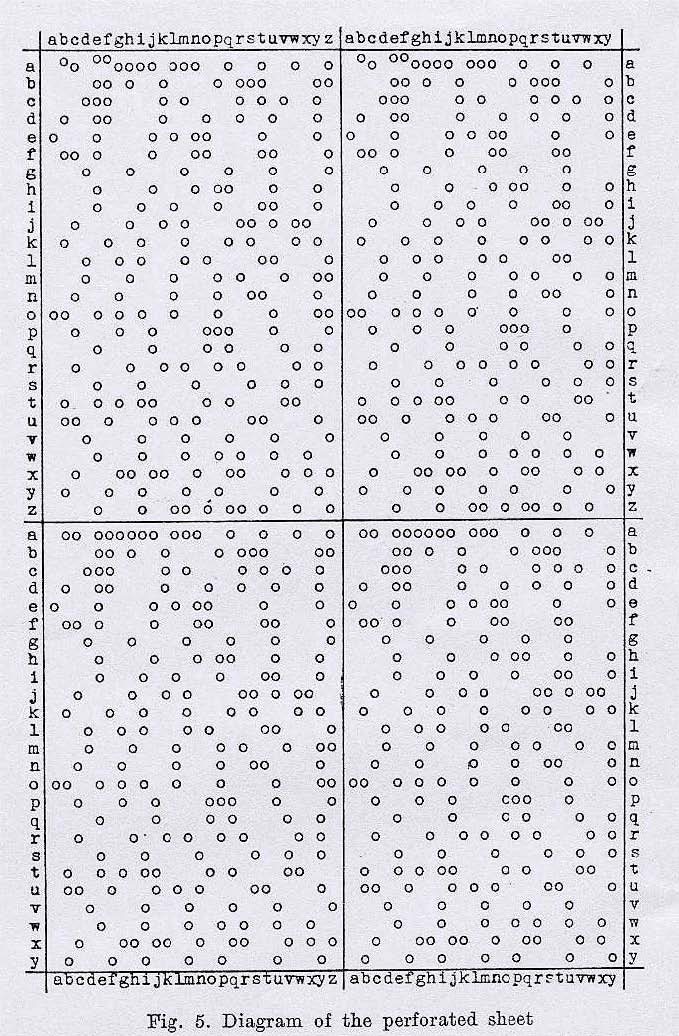
Перфорированный лист Зыгальского

В начале 1938 года система шифрования «Энигмы» снова усложняется. До этого момента немецкие криптологи не меняли настройки индикатора, но теперь операторы выбирали их сами. Тем не менее, небезопасная процедура дважды передаваемого ключа повлекла за собой возникновение так называемых «female» пар: иногда (примерно в одном сообщении из восьми) одна из повторяющихся букв в сообщении настроек зашифровывалась в одинаковые буквы. Нельзя было не воспользоваться этой слабостью. Генрих Зыгальский вручную создал так называемые листы Зыгальского. В устройство Зыгальского входили 26 перфорированных листов для каждой из шести первоначально возможных последовательностей вставки 3 роторов в «Энигму». Каждый лист был привязан к начальной позиции левого (самого медленного) ротора. Матрица 26 х 26 давала все 676 возможных позиций левого и среднего роторов и была дублирована по горизонтали и вертикали. Листы были перфорированы таким образом, чтобы допустить возможность возникновения «female» пар. Строки представляли позиции среднего ротора, столбцы — позиции медленного ротора. Если «female» пара была возможна при каких-то позициях роторов (например самый медленный ротор на букве «А», центральный — на букве «М», быстрый — на букве «Р»), на пересечении с помощью бритвенного лезвия делалось отверстие.
В свою очередь, Мариан Реевский поручил компании AVA Radio организовать производство криптологической бомбы. «Бомба» позволяла вскрывать ключ примерно за 2 часа. Электрический прибор из шести «Энигм» был собран и готов к работе к середине ноября 1938 года, что позволило Бюро расшифровать большу́ю часть сообщений «Энигмы».
Как листы Зыгальского, так и каждая Бомба работали только для одного порядка роторов, поэтому было разработано шесть комплектов листов Зыгальского и шесть Бомб (на каждую комбинацию роторов). 15 декабря 1938 года немцы установили два новых ротора. Теперь 3 ротора работали не постоянно, а выбирались из существующих 5 в произвольном порядке, причём ежедневно. В результате количество возможных комбинаций роторов возросло от 6 до 60. Бюро могло читать лишь незначительное количество сообщений, которые не использовали ни один из двух новых роторов. Поляки не имели ресурсов для производства ещё 54 Бомб или 54 наборов листов Зыгальского. К счастью для поляков, немецкая сеть службы безопасности по-прежнему использовала старый метод с теми же настройками индикатора для всех сообщений. Это позволило Реевскому повторно использовать предыдущий метод восстановления схемы проводки этих роторов. Это метод давал все необходимые данные для получения полного набора листов Зыгальского, что позволило возобновить крупномасштабную дешифровку в январе 1940 года.
С 1 января 1939 года взломать «Энигму» стало ещё труднее. «Бомба» использовала тот факт, что соединения на коммутационной панели не влияли на все символы, поэтому когда немцы сделали очередное изменение в процедуре кодирования, увеличив число соединений на коммутационной панели с пяти — восьми до семи — десяти, полезность «Бомбы» резко упала.

## Передача союзникам

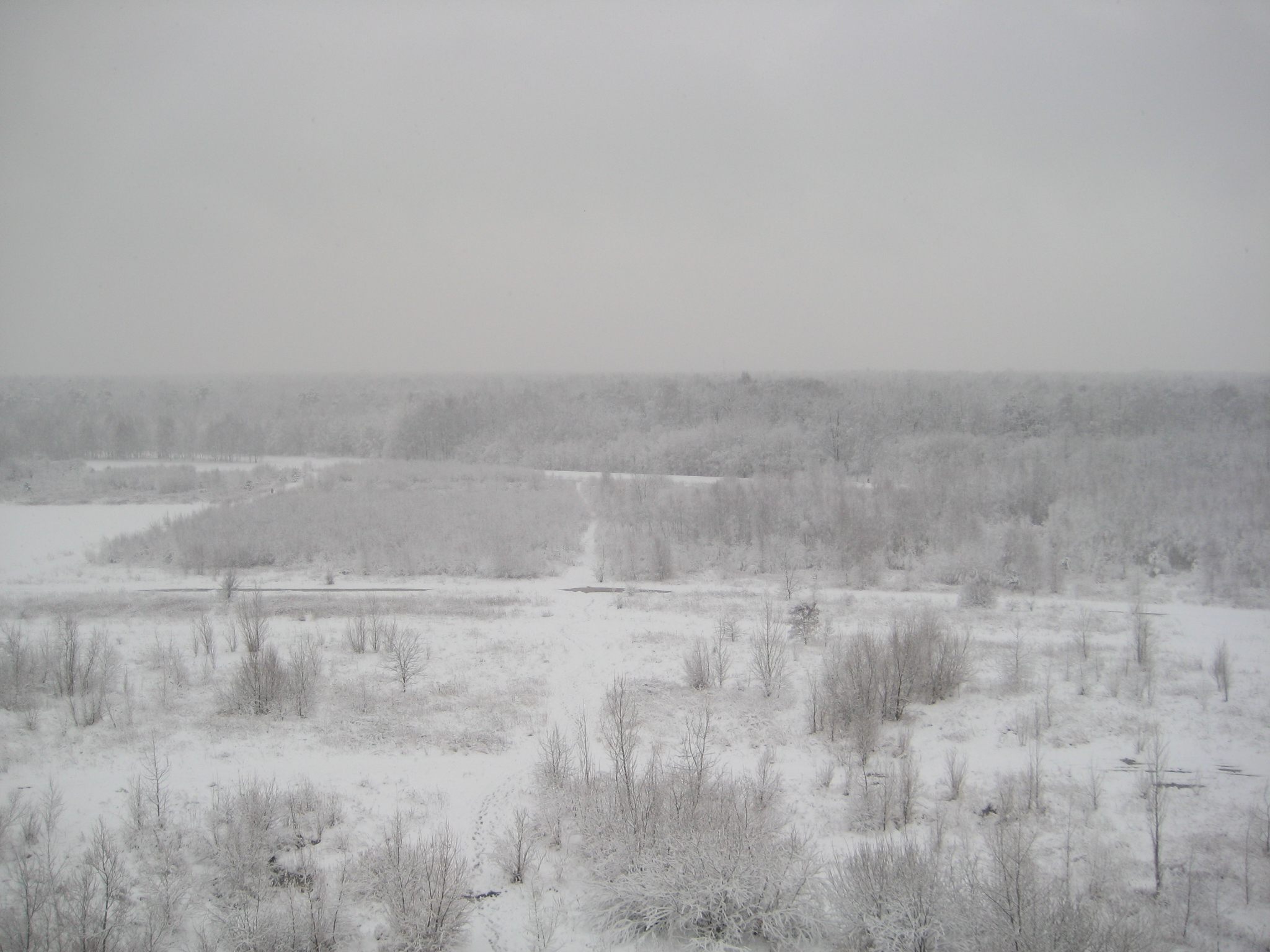
Кабатский лес

Летом 1939 года, когда стало ясно, что Польше вряд ли удастся остановить грядущее немецкое вторжение, отделение BS4 получило приказ — передать часть оборудования, результатов исследований и файлов союзникам и эвакуировать необходимый персонал.
25 и 26 июля 1939 года, на территории BS4 в Кабатском лесу, в преддверии войны, по поручению польского Генерального штаба польские специалисты показали достижения Польши в криптоаналитике представителям Франции и Великобритании, объяснив как они осуществили взлом «Энигмы». Ни Франция, ни Великобритания не проводили исследований «Энигмы» вплоть до 1939 года, возможно, считая её взлом невозможным. От Польши на заседании присутствовали начальники Бюро шифров подполковник Гвидо Лангер, майор Максимильян Ценжкий, три гражданских математика-криптолога и начальник разведки полковник Стефан Майер. Французское представительство состояло из главы французской радиоразведки и криптологии майора Гюстава Бертрана и капитана французских Военно-воздушных сил Анри Бракенье. Британцы послали главу британской «Правительственной школы кодирования и шифрования» Алистера Деннистона, главного британского криптоаналитика Дилли Нокса и главу Королевского флота, ответственного за перехват и пеленгацию станций, командующего Хамфри Сэндвиса (англ. Humphrey Sandwith). Поляки обязались дать каждой стране реконструированную модель (копию) «Энигмы», а также часть польского оборудования, в том числе листы Зыгальского и Бомбу Реевского. Позднее, в начале сентября 1939 года, во Францию были отправлены две польские шифровальные машины, разработанные в BS1. Две Лачиды (LCD) позже были использованы польскими криптологами на французской станции Кадикс. В свою очередь, британцы обязались подготовить два полных комплекта листов Зыгальского для всех 60 возможных порядков роторов. Французская делегация предложила полякам помощь в эвакуации персонала и обеспечила специалистам место на специально оборудованной станции «ПК Бруно», где поляки возобновили работу над взломом немецкой «Энигмы».
Когда Реевский работал над реконструкцией немецкой военной машины «Энигма» в конце 1932 года, он в конечном счёте решил, что одним из главных элементов являлись входное колесо или входной статор, соединяющий коммутационную панель или (в случае её отсутствия) клавиатуру и ламповую панель с роторами. Несмотря на то, что фиксированное соединение проводов играло сравнительно небольшую роль с точки зрения безопасности, именно это оказалось некоторым препятствием в работе Реевского, когда он пытался определить способ коммутации проводов внутри роторов. Коммерческая модель «Энигмы» соединяла буквы в порядке их следования на клавиатуре: Q→Q,W→W,E→E и так далее. Однако военная модель соединяла их в прямом алфавитном порядке: Q→A,W→B,E→C и т. д. Только интуитивная догадка Реевского позволила ему изменить расчёты и решить уравнения. На встрече трёх сторон, как вспоминал позже Реевский, «Нокс спросил только: „What’s the QWERTZU?“ И получил ответ: „ABCDEFG“. Нокс был поражён, когда узнал, насколько простым был ответ…».
Через неделю после встречи в Пырах Диллвин Нокс в письме от 1 августа 1939 года поблагодарил поляков на польском языке «за сотрудничество и терпение».

## Эвакуация и работа Бюро за границей

### ПК Бруно

ПК Бруно — слева направо: польский подполковник Гвидо Лангер, французский майор Гюстав Бертранд и британский капитан Кеннет («Pinky») МакФарлан, во время Странной войны (октябрь 1939 — май 1940)

К тому времени, когда 1 сентября 1939 года вспыхнула Вторая мировая война, Ян Лесняк и его коллеги интенсивно работали уже в течение двух или трёх лет, чтобы определить немецкий боевой порядок. Им удалось узнать 95 % этой информации, а нападение Германии на Польшу не стало неожиданностью для польского Генерального штаба.
5 сентября 1939 года, уже после начала немецкого вторжения в Польшу, персоналу Бюро был дан приказ эвакуироваться. Ключевые специалисты Бюро шифров были эвакуированы на юго-восток. 17 сентября, когда советские войска вторглись в восточную Польшу, специалисты в срочном порядке были переведены в Румынию. Боясь быть схваченными, они по пути уничтожали криптологическое оборудование и документацию. В конце концов, после пересечения Югославии и всё ещё сохранявшей нейтралитет Италии, они достигли Франции. Некоторые сотрудники немецкой секции Бюро шифров, которые работали с «Энигмой», и большая часть персонала компании AVA Radio, которая производила модели «Энигмы» и криптологическое оборудование для немецкой секции, остались в Польше.
20 октября 1939 года на базе «ПК Бруно» под Парижем поляки возобновили работу над взломом немецкой «Энигмы» в тесном сотрудничестве с британской Правительственной школой кодирования и шифрования из Блетчли-парка.
В целях безопасности союзные криптологические службы шифровали посылаемые сообщения перед их отправкой по телетайпу с помощью ранее реконструированных моделей «Энигмы». Анри Бракенье часто заканчивал шифровку ироничным возгласом «Хайль Гитлер!».
Уже в декабре 1939 года, когда подполковник Гвидо Лангер в сопровождении капитана Бракенье посетил Лондон и Блетчли-парк, британцы предложили перевести польских криптологов на их территорию. Однако Лангер заявил, что польский состав должен оставаться там, где были сформированы польские вооружённые силы, — на французской территории. Польские математики могли попасть в Британию намного раньше, но в 1939 году, когда они отправились в британское посольство в Бухаресте (Румыния), британские дипломаты их проигнорировали.
В январе 1940 года британский криптоаналитик Алан Тьюринг провёл несколько дней в ПК Бруно, совещаясь со своими польскими коллегами. Тьюринг доставил полякам полный набор листов Зыгальского, которые были произведены в Блетчли-парке Джоном Джеффрисом с использованием информации, ранее полученной от поляков. 17 января 1940 года впервые удалось расшифровать сообщение, посланное уже в военное время. Это было сообщение от 29 октября 1939 года.

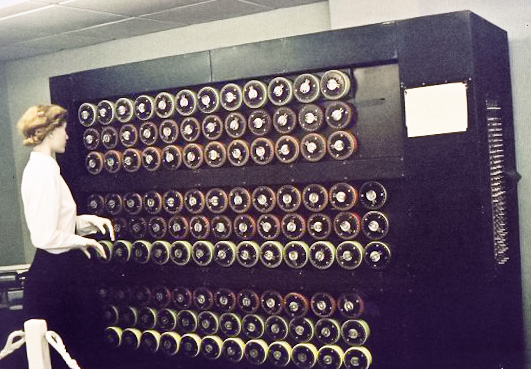
Реконструированная модель Британской бомбы, расположена в музее в Блетчли-парке

Также 18 марта 1940 года британскими крипотоаналитиками была запущена первая Bombe, которая стала основным инструментом, использовавшимся британцами для взламывания кодов «Энигмы» в течение Второй мировой. Британская бомба была названа в честь польской «Бомбы», несмотря на то, что криптографические методы, использовавшиеся двумя машинами, были абсолютно разными. Всего в Блетчли-парке было установлено 210 машин типа Bombe, что позволило ежедневно расшифровывать до 3 тысяч сообщений. Это внесло существенный вклад в военные усилия Британии. Благодаря новой технологии, в течение этого периода, вплоть до падения Франции в июне 1940 года, 83 процента ключей «Энигмы» были вскрыты в Блетчли-парке, а оставшиеся 17 процентов — на ПК Бруно. Реевский комментировал:

Как могло быть иначе, если нас было лишь трое [польских криптологов] и [было], по крайней мере, несколько сотен британских криптологов, так как около 10 000 человек работали в Блетчли… Кроме того, восстановление ключей также зависит от количества перехваченного материала, которого было намного больше на британской стороне, нежели на французской. Наконец, во Франции (в отличие от работы в Польше) мы не только ежедневно вскрывали ключи, но и после вскрытия самостоятельно читали сообщения …. Можно только удивляться тому, что у поляков, в результате, оказалось больше семнадцати процентов ключей.
Криптологическое сотрудничество союзников предотвратило дублирование усилий и способствовало новым открытиям. Перед началом боевых действий в Норвегии, в апреле 1940 года, польско-французская команда вскрыла невероятно сложный трёхбуквенный код, который использовался немцами для взаимодействия с истребительной и бомбардировочной эскадрильями, а также для обмена метеорологическими данными между воздушными судами и землёй. Код впервые появился в декабре 1939 года, но польские криптологи были слишком заняты, чтобы уделять ему много внимания. Однако предстоящее наступление Германии на запад сделало вскрытие кода, используемого Люфтваффе, актуальной и чрезвычайно важной задачей. Система букв кода изменялась каждые 24 часа, что заставило польских специалистов вновь вернуться к технологии взлома «Энигмы». Первая подсказка пришла от британских специалистов, которые заметили, что буквы кода не изменялись в случайном порядке. Если А заменялась на P, то в другом месте P заменялась на A. Британцы ничего не могли предпринять, а поляки поняли, что алгоритм кода был основан на принципе эксклюзивности «Энигмы», который они исследовали в 1932 году. Небрежность немцев означала, что теперь поляки, имея после полуночи суточную настройку «Энигмы», могли без дальнейших усилий читать сообщения Люфтваффе.

### Работа на станции Кадикс

Польско-французские специалисты, занимавшиеся радиоразведкой на станции Кадикс в южной Франции в 1940—1942. Слева :
1. Анри Бракенье
2. Пётр Смоленский
3. Эдвард Фокчинский
5. Ценжкий, Максимильян
7. Гвидо Лангер
8. Мария Бертрана, жена: 9. Гюстава Бертрана
13. Генрих Зыгальский (сзади, в очках).
14. Ян Гралинский.
18. Ежи Ружицкий.
20. Мариан Реевский

10 мая 1940 года Германия начала наступление на Бельгию, Люксембург и Нидерланды для того, чтобы добраться до границы Франции. Перед наступлением немцы вновь поменяли свои процедуры шифрования сообщений, делая листы Зыгальского «совершенно бесполезными», и временно поставили англо-польский криптологический союз в безвыходное положение. Дешифровка немецких сообщений приостановилась, польские криптоаналитики понимали, что в данной ситуации нельзя было этого допускать. По словам Гюстава Бертрана, понадобилось «приложить сверхчеловеческие усилия и работать день и ночь для преодоления этой новой сложности».
В июне 1940 года Франция капитулировала. Поляки были в срочном порядке эвакуированы в Алжир, после чего переместились на юг Франции, в связи с установившимся там режимом Виши. 1 октября 1940 года, несмотря на отсутствие большого числа людей, поляки возобновили работу на станции Кадикс, недалеко от Юзеса, под руководством Гюстава Бертрана.
8 ноября 1942 года Бертран узнал от Би-би-си о высадке союзников во Французской Северной Африке («Операция Факел»). Зная, что в случае подобных действий немцы планировали оккупировать южное побережье Франции, дабы не допустить высадки союзников и на континенте, 9 ноября Бертран отдал приказ об эвакуации Кадикса. И действительно, два дня спустя, 11 ноября, немцы вторглись в южную Францию и ещё спустя сутки захватили Кадикс.
В течение двух лет с момента создания в октябре 1940 года в Кадиксе были расшифрованы тысячи сообщений Ве́рмахта, СС и гестапо, перехваченных не только на территории Франции, но и в разных странах Европы, где находились команды разведки и движения сопротивления. До сих пор остаётся открытым вопрос, каким образом в конце июня 1940 года после падения Франции Бюро шифров взломало «Энигму». Реевский написал, что на станции Кадикс они «работали над другими шифрами, уже не над Энигмой» На Кадиксе также были расшифрованы тысячи советских сообщений.

### Развал Бюро
Оставив Кадикс и скрываясь от оккупационной итальянской полиции и немецкого гестапо, польский персонал попытался уйти из Франции через Испанию. Ежи Рожицкий, Ян Гралински и Пётр Смоленский в январе 1942 года погибли на утонувшем в Средиземном море французском пассажирском судне "Lamoricière", пытаясь вернуться во Францию из Алжира.
Мариан Реевский и Генрих Зыгальский переправлялись пешком через Пирене́и к испанской границе с проводником, который ограбил их, угрожая пистолетом. По прибытии в Испанию они были арестованы 30 января 1943 года и заключены в тюрьму на три месяца. 4 мая 1943 года после вмешательства Красного Креста их отпустили. После этого, окольными путями по суше, морю и воздуху, они добрались до Великобритании, чтобы вступить в отряды Войска Польского. Реевский и Зыгальский стали рядовыми (в конечном итоге им присвоили звание лейтенанта) и работали над взломом немецких шифров СС и СД на польской станции в Боксморе. Из-за их пребывания на территории оккупированной Франции британцы посчитали слишком рискованным пригласить их на работу в Блетчли-парк. Ни Реевский, ни Зыгальский никогда больше не работали в Бюро как криптологи. В конце 1946 года Реевский вернулся к своей семье в разрушенную и политически изменённую Польшу и прожил там ещё 33 года вплоть до своей смерти в феврале 1980 года. Зыгальский остался жить в Великобритании, где он преподавал математику в провинциальной школе. Умер 30 августа 1978 года в Лиссе и был похоронен в Лондоне.
Реевскому и Зыгальскому, несмотря на их мучения, повезло больше, чем некоторым из их коллег. Польские военачальники Кадикса Лангер и Ценжкий также были захвачены немцами, когда пытались бежать из Франции в Испанию. Их поймали в ночь с 10 на 11 марта 1943 года вместе с тремя другими поляками: Антони Паллутом, Эдвардом Фокчинским и Казимежем Гаса. Первые два стали военнопленными, остальные три были отправлены на принудительные работы в Германию, где и Паллут, и Фокчинский погибли. До войны Паллут, лектор Познанского университета, был совладельцем компании AVA, которая подготовила оборудование для Бюро шифров, и знал многие детали технологий расшифровки. В Варшаве во время немецкой оккупации сотрудники Бюро шифров и AVA допрашивались немецкими агентами, но все молчали. «Несмотря на тяжёлые условия, в которых они находились, ни один из них не выдал тайну расшифровки Энигмы», — подчёркивает Стефан Майер. Это дало союзникам возможность использовать этот незаменимый ресурс разведки.
С начала 1931 года и до конца Второй мировой войны Бюро, иногда упоминающееся под кодовыми именами («ПК Бруно», Кадикс), оставалось всё тем же агентством, по большому счёту с тем же самым основным персоналом, осуществляющим такую же задачу. Но теперь работа бюро уже не была столь продуктивной, и «огонь был потушен».

## В популярной культуре

Обложка польского фильма «Секрет Энигмы» — 1979 год

Попытки «взломать» «Энигму» не предавались гласности до конца 1970-х. После этого интерес к «Энигме» и к организациям, взламывающим её во времена Второй мировой войны, значительно возрос, и множество шифровальных машин, а также материалов, использовавшихся польскими специалистами при взломе машины, были выставлены в музеях США и Европы.
В 1967 году польский военный историк Владислав Козачук в своей книге «Битва за тайны» (пол. Bitwa o tajemnice) впервые показал, что немецкая «Энигма» была взломана польскими криптологами до Второй мировой войны. Его материалы были опубликованы за семь лет до выхода книги Уинтерботама The Ultra Secret (1974). В 1984 году вышла ещё одна книга о работе польских криптоаналитиков и истории Бюро: Enigma: How the German Machine Cipher Was Broken, and How It Was Read by the Allies in World War Two, которая, по словам американского историка Дэвида Кана, принесла Козачуку наибольшую известность за пределами Польши. Книга была отредактирована и переведена на английский язык Кристофером Каспарэком. Книга содержит также отрывки из работы Мариана Реевского «W kręgu Enigmy», написанной им на польском языке в 1979 году. Стюарт Милнер-Барри, один из шифровальщиков Блетчли-парка, отмечает, что книга включает практически все аспекты истории расшифровки «Энигмы», и считает её одной из лучших по теме.
В 1979 году вышел польский фильм «Секрет Энигмы», который кратко осветил историю работы Бюро шифров и вклад польских криптоаналитиков в расшифровку «Энигмы». В 1996 году Роберт Харрис написал роман «Enigma» о работе криптоаналитиков в Блетчли-парке, а через пять лет режиссёр Майкл Эптед снял по ней одноимённый голливудский фильм «Энигма», который был подвергнут критике со стороны британского историка Нормана Дэвиса за многочисленные исторические неточности, в том числе и за упущение фундаментального вклада Польши в расшифровку «Энигмы».

## Вклад Бюро в итоги Второй мировой войны
Военные историки сходятся во мнении, что без материалов и опыта Бюро вскрытие «Энигмы» было бы невозможно. Вскрытие немецких сообщений, зашифрованных при помощи «Энигмы», было одним из основных источников информации для разведки союзников. Взлом кодов «Энигмы», а также технологии польского Бюро шифров обеспечили англичанам доступ почти ко всей секретной информации нацистской Германии (все вооружённые силы, СС, СД, МИД, почта, транспорт, экономика), дали большие стратегические преимущества, помогли одержать победы «малой кровью». Благодаря информации, полученной британской разведкой, были выиграны «Битва за Британию», «Битва за Атлантику», успешно проведена операция «Оверлорд».
Польский подарок в виде расшифровки «Энигмы» за пять недель до начала Второй мировой войны западным союзникам пришёлся как раз вовремя. Бывший математик-шифровальщик Блетчли-парка Гордон Уэлшман написал: «Ультра (операция, нацеленная на дешифровку сообщений „Энигмы“ посредством радиоэлектронной разведки) никогда бы не заработала, если бы поляки не сообщили в последний момент детали немецких технологий „Энигмы“ и использовавшихся операционных процедур». После войны премьер-министр Великобритании Уинстон Черчилль сказал королю Георгу VI: «Ультра — это то, чем мы выиграли войну». Верховный главнокомандующий объединённых сил Дуайт Дэвид Эйзенхауэр в конце войны описывал разведку из Блетчли-парка как имевшую «неоценимое значение для меня. Она чрезвычайно упростила мою задачу в качестве командира и внесла решающий вклад в военные усилия союзных войск».
Наибольшим страхом Черчилля во время войны, даже после того, как Гитлер приостановил операцию «Морской лев» и вторгся в Советский Союз, было то, что немецким подводным лодкам удастся прорваться через оборону островов Великобритании. Основным фактором, который предотвратил поражение Англии в битве за Атлантику, была расшифровка «Энигмы» военно-морского флота Германии. И хотя британские технологии сыграли огромную роль в расшифровке «Энигмы», взлом сигналов, посылаемых немецким военно-морским флотом, в конечном счёте опирался на методы, которые были предоставлены польским Бюро шифров. Если бы Великобритания капитулировала перед Гитлером, Соединённые Штаты были бы лишены передовой базы, необходимой для их последующего участия в европейских боевых действиях.

### Комментарии
1. ↑  Операция включала в себя наступления на Казатин и Житомир.
2. ↑  Диплом магистра философии, полученный Реевским 1 марта 1929 года.
3. ↑  Во многих русскоязычных источниках можно увидеть различные варианты, например, Генрик Зигальский, Генрих Зигальский. Некоторые оригинальные статьи также названы в соответствии с этим, например, листы Зигальского[15].
4. ↑  Имя машины происходит от инициалов фамилий Gwido LaNger , Maksymilian Ciężki и Ludomir Danilewicz и / или его младшего брата, Leonard Danilewicz[34].
5. ↑  Рудольф Стальман[нем.] взял фамилию своей французской жены, став Родольфом Лемуаном (фр. Rodolphe Lemoine)[38].
6. ↑  В действительности немецкий алфавит содержит 30 букв: 26 базовых, совпадающих с латинским алфавитом, 3 умлаута ä, ö, ü и лигатуру ß. Соответственно, армейская версия «Энигмы» кодировала только 26 базовых символов, умлауты передавались как ae, oe, ue, а ß — как ss. Прочие символы, такие как восклицательный или вопросительный знак, запятая, двоеточие и т. д., заменялись редкими комбинациями букв. Пробел пропускался либо заменялся на X. Символ X в основном использовался для обозначения точки либо конца сообщения. В отдельных подразделениях использовались некоторые особые символы. В шифровках армии запятая заменялась на сочетание ZZ, а вопросительный знак — на FRAGE либо FRAQ. В шифровках, использовавшихся военно-морскими силами, запятая заменялась на Y, а вопросительный знак — на комбинацию UD. Комбинация символов CH, например, в словах «ACHT» (восемь), «RICHTUNG» (направление), заменялась символом Q («AQT», «RIQTUNG»). Два, три или четыре нуля заменялись словами «CENTA», «MILLE» и «MYRIA» соответственно.
7. ↑  Метод «гриль» (с помощью циклометра) помогал расшифровывать, основываясь на том, что коммутационная панель переставляла не все 26 букв, а только (к примеру) 6 (в первоначальном варианте «Энигмы») — те, которые были соединены проводами. Соответственно, остальные 20 букв оставались неизменными и в таком виде доходили до роторов. Именно эти 20 не соединённых (англ. unsteckered) букв и использовались при расшифровке, и, когда их количество стало варьироваться (поскольку было неизвестно, сколько проводов сегодня подключили), это усложнило расшифровку.
8. ↑  Первая разновидность была помечена буквой A. Следующая, Umkehrwalze B, была выпущена 1 ноября 1937 года. Третья, Umkehrwalze C, появилась в 1941 году. Четвёртая, Umkehrwalze D[нем.], впервые появившаяся 2 января 1944 года, позволяла оператору «Энигмы» управлять настройкой коммутации внутри рефлектора.
9. ↑  Проблема состояла в повторяемости выбранного оператором-шифровщиком слова-индикатора, которая была существенной трещиной в безопасности. Ключ сообщения шифровался дважды, в результате чего прослеживалось закономерное сходство между первым и четвёртым, вторым и пятым, третьим и шестым символами. Этот недостаток уже позволил польским дешифровщикам взломать код «Энигмы» в 1932 году.
10. ↑  Название устройства Bombe иногда ошибочно переводится на русский как «Бомба». Между тем бомба по-английски — bomb. Название Bombe, по одной из версий, получено от названия десерта из мороженого Bombe glacée в виде шара или цилиндра[54][55].
11. ↑  «Криптологическая бомба» Реевского состояла из 6 комплектов шпинделей «Энигмы» и базировалась на методе «гриль», хотя была не столь чувствительна к количеству перестановок. Вместе с «перфорированными листами» («листами [плахтами] Зыгальского») дневной ключ вычислялся за несколько часов.
12. ↑  25—26 июля являются датами, указанными в автобиографической книге Джона Херивела (Herivelismus and the German Military Enigma[62]), в действительности встреча проходила лишь один день — 25 июля[63].
13. ↑  В 1932 году, во время передачи полякам материалов по расшифровке «Энигмы», Бертранд ещё был капитаном, но семь лет спустя получил звание майора французской армии[65].
14. ↑  Иными словами, Нокс хотел узнать, каким образом входной статор соединял проводку внутри роторов, а ответ Реевского означал — в простом алфавитном порядке.
15. ↑  Также упоминается в: Kozaczuk, 1984, p. 102.
16. ↑  На самом деле на этом раннем этапе войны в Блетчли-парке работало вовсе не 10 000 людей, а гораздо меньше. Тем не менее, там несомненно было очень много специалистов, не уступавших сотрудникам ПК Бруно.
17. ↑  Хью Себа-Монтефиоре[англ.] на основании неопубликованных мемуаров Реевского в 1967 году даёт несколько иную интерпретацию, видимо, того же эпизода: «Немецкая авиация использовала несложный код для прогнозов погоды и ретранслировала данные обратно на базу, заменяя соединения каждый день, и британские шифровальщики заметили, что они всегда были такими же, как для подключения разъёмов коммутационной панели к системе „Энигмы“ ВВС. Итак, как только код был сломан, шифровальщики знали все соединения коммутационной панели для расшифровки «Энигмы» немецкой авиации»[84].
18. ↑  Также упоминается в: Kozaczuk, 1984, note 2, p. 115.
19. ↑  После его смерти эти материалы были опубликованы в 1980 году.